# 第4機甲師団 (シリア)
第4機甲師団（アラビア語: الفرقة الرابعة Al-Firqat ur-Rābaʿah）は、シリア陸軍の師団の一つ。第4装甲師団もしくは単に第4師団とも呼ばれる。

## 概要
第4機甲師団は、共和国防衛隊や特殊戦力師団と同様、装備の供与や訓練の面において、一般部隊より優遇されており、シリアの地上戦力における最精鋭部隊の一つに数えられる。
当該部隊を構成する将校および兵士の大部分は、現大統領バッシャール・アル＝アサドの出身宗派であるアラウィー派出身者であり、概ね80パーセントを占めるとされる。また、徴集兵からなる一般部隊と異なり、90パーセントが職業軍人だとされる。ゆえに当該部隊は大統領および与党バアス党政権の権力基盤の一つと看做される。
シリア陸軍の師団は名目上その全てが軍参謀本部の所轄であり、その指揮下にある(共和国防衛隊は大統領直轄との説もある）が、第4機甲師団は、現大統領の弟マーヘル・アル＝アサドの強い影響下にあるため、実質的に当該人物が指揮権を握っており、軍参謀本部の指揮権は表面的とされる。
シリア内戦では、一般部隊が動揺するなか（内戦の初期に一般部隊で発生した兵の大規模な離脱が発生した際、シリア政府は一般部隊からの更なる離脱を防止するため、忠実な第4師団に所属する1個中隊に対して一般部隊所属の中隊2個を配備し、３個中隊からなる大隊を編成、兵の統制を強化した）、一貫して政府への忠誠を維持して当初から反政府勢力鎮圧を担い、現在も反体制武装勢力と激しい攻防を展開している。
第4師団に所属する各旅団および連隊のうち、最も有力な部隊は第42旅団であるとされる。またこの旅団は、現在の旅団長の名にちなんで「ガイス部隊」とも呼ばれる（先任の旅団長はマーヘル・アル＝アサド）。
内戦勃発後、第4師団は隷下に二個歩兵連隊が増設された。しかし、この措置は、共和国防衛隊に対して行われた隷下部隊の拡充と比べると小規模なものに留まっている。また、当該師団は内戦による損耗によって、戦前の質を維持できていないともされる。これは、戦闘によって多くの経験豊富な士官を喪失したことに加え、ロシアからもたらされた訓練を採用せず、独自の訓練を実施し続けていること、所属部隊が他の師団に組み込まれたことが理由であるとされる。

## 編制
現在、第4機甲師団は3個機甲旅団と1個機械化旅団および特殊戦力連隊、そして1個砲兵連隊と2個歩兵連隊を有する。
各旅団・連隊の定員は、機械化旅団が3500人、機甲旅団が2500人、歩兵連隊と特殊戦力連隊ならびに砲兵連隊は1500人からなる。旅団および連隊は大隊を基幹に編成され、大隊の定員は500人である。第4機甲師団は、シリア陸軍の他の師団と同様、旅団および連隊を基幹とする編成である。
- 第4機甲師団	
  - 第40旅団（機甲旅団）
  - 第41旅団（同上）
  - 第42旅団（同上）
  - 第138旅団 （機械化旅団）
  - 第154連隊（師団砲兵）
  - 第555連隊（特殊戦力連隊）
  - 第333連隊（歩兵連隊、内戦勃発後に新編）
  - 第666連隊（同上）